# 不倫調査員・片山由美
『不倫調査員・片山由美』（ふりんちょうさいん かたやまゆみ）は、2001年から2014年までテレビ東京・BSジャパン共同制作で放送されたテレビドラマシリーズ。全14回。主演は池上季実子。
放送枠は「女と愛とミステリー」（第1作 - 第6作）、「水曜ミステリー9（第1期）」（第7作 - 第10作）、「水曜ミステリー9（第2期）」（第11作 - 第14作）。

## キャスト

### 片山家
片山由美
演 - 池上季実子（少女期：長谷川美和〈第8作〉）
経歴：坂巻探偵事務所（第1作 - 第10作）
→ 岡島探偵事務所（第11作 - 第13作）
→ K・M探偵事務所（第14作）
調査員。浮気調査や不倫調査を担当する。住まいは京都市左京区（第4作）。
大学時代の友人で「仲良し会」を結成しており、メンバーは三沢ゆき子、田中美加子、石田みどり、津川雅子（第5作）。
片山俊介
演 - 神田正輝
京都中央警察署刑事課課長。由美の夫。由美は「俊さん」と呼ぶ。捜査情報を由美にうっかり漏らす事もあってか、常に警戒している。木曽に、強面の元高校教師だった母・正代と兄がいる（第4作）。

### 坂巻探偵事務所
坂巻平太郎
演 - 丹古母鬼馬二（第1作 - 第10作）
所長。元刑事。中京区に事務所を構える。乃梨子の息子の父親代わりをしてあげる事がある。母親の介護に専念するために郷里の小豆島に帰った（第11作冒頭 乃梨子談）。
横田栄子
演 - 大塚ちか（第1作 - 第5作・第7作 - 第10作）
調査員。
小宮山渚
演 - 鈴木美紀（第7作）
事務員。

### 岡島探偵事務所
杉村孝則
演 - 竹内勇人（第11作・第12作）
調査員。

### K・M探偵事務所
岡島乃梨子
演 - 山村紅葉（第2作 - ）
経歴：坂巻探偵事務所（第2作 - 第10作）
→ 岡島探偵事務所（第11作 - 第13作）
→ K・M探偵事務所（第14作）
調査員。生保レディーをリストラされ調査員に転身。離婚歴があり、息子がいる。小さい頃は宇治に住んでいた事がある。第11作では坂巻の後を受け岡島探偵事務所を立ち上げ所長となる。第11作の時点で立ち上げから半年。第14作では岡島探偵事務所が業績不振のため、K・M探偵事務所に買収され、調査員にもどる。
山路進
演 - 一條俊（第13作 - ）
経歴：岡島探偵事務所（第13作）
→ K・M探偵事務所（第14作）
調査員。
窪田正道
演 - 保阪尚希（第14作）
所長。

### 京都中央警察署
所芳之
演 - 重松収
刑事課の刑事。
亀田浩二
演 - 池田努（第2作 - 第8作・第12作 - ）
刑事課の刑事。うどんが苦手である（第5作）。
島崎正夫
演 - 渡辺成紀（第4作 - 第10作）
刑事課の刑事。
柳原靖
演 - 尾崎右宗（第9作・第10作）
刑事課の刑事。
中村沙織
演 - 中丸シオン（第11作 - 第13作）
刑事課の刑事。俊介の部下。
成島肇
演 - 野地将年（第14作）
刑事課の刑事。

### その他
片山正代
演 - 三條美紀（第4作）
片山俊介の母。元高校教師。
岡島健太
演 - 森田陵司（第5作 - 第7作・第9作・第10作）、東理晴哉（第14作）
岡島乃梨子の息子。探偵事務所で学校の宿題をする。

### ゲスト
第1作「京都奉納まつり殺人事件」（2001年）
- 栗田いずみ（片山由美の幼馴染・6年前に夫が死亡） - 手塚理美
- 岸葉子（西京大学病院 看護師・岸悟の姉） - 田中美奈子
- いずみの母 - 大方斐紗子
- 満山（山科病院 医師） - 奥村公延
- 宮本竜一（西京大学病院 医師・独身） - 天宮良
- 節子のマンション管理人 - 和田周
- 当て逃げ事件の目撃者 - 山内勉
- 看護師 - 巴三枝
- 松井節子（松井病院 医師） - 高橋ひとみ

第2作「京都〜鳥取 ワイン心中の謎！」（2001年）
- 林ゆかり（土産物屋の店員） - いしのようこ
- 成田千津子（成田の妻・資産家の娘） - 秋本奈緒美
- 岩本政文 - 石井光三
- 津山真弓（津山の妻） - 葉山レイコ
- マンション管理人 - 小宮孝泰
- 千津子の母 - 原知佐子
- 津山信彦（病院事務長） - 平泉成
- 弥生（岩本の不倫相手） - 片岡聖子
- 岩本登美子（岩本の妻） - 伊藤幸子
- 黒い帽子の女 - 早川絵美
- 酒屋店主 - 安西一義
- 成田恵一（カメラマン） - 羽場裕一

第3作「京都芸妓殺人事件！」（2002年）
- 三原麻知子（片山由美の姪・会社員） - 藤谷美紀
- 園田泰子（園田の妻） - 大場久美子
- 野川ユキ（公江の娘・麻知子の友人） - 今井恵理
- 小笠原菊子（芸者「菊千代」・麻知子の高校の同級生） - 大竹一重
- 係員 - 栗田よう子
- 中山茂（麻知子の婚約者） - 竹本孝之
- 草刈初（達夫の母） - 加茂さくら
- 八重乃（芸者） - 渕真弥子
- 置屋の女将 - 林三重子
- 達夫の亡き父の友人 - 加島潤
- 小宮山 - きくち英一
- 西陣織の老舗「くさかり織物」専務 - 楠年明
- 野川公江（旧家） - 鷲尾真知子
- 草刈達夫（くさかり織物 社長） - 太川陽介
- 園田弘（園田建設工業 社長・麻知子の会社の元課長） - 大和田獏

第4作「京都・宇治伏見殺人慕情」（2003年）
- 河上貞子（未亡人・息子夫婦と同居） - 宮下順子
- 河上加奈子（貞子の息子の嫁） - 長谷川真弓
- 楢崎まさる（楢崎の弟・鉄工所勤務） - 緒形幹太
- 桑本均（河上家の親戚） - 小宮孝泰
- 楢崎昌之（資産家・妻を5年前に亡くしてから弟と2人暮らし） - 中島久之
- 桑本博子（河上家の親戚） - 阿部朋子
- 石打良三（「石打商店」主人） - 江藤潤
- 桑本春樹（桑本の息子） - 登野城佑真

第5作「京都嵯峨野殺人迷路！」（2004年）
- 三沢ゆき子（インテリアコーディネーター・「仲良し会」のメンバー） - 野村真美
- 田中美加子（法律事務所勤務・「仲良し会」のメンバー） - 一色彩子
- 石田みどり（主婦・「仲良し会」のメンバー） - 竹内都子
- 津川信也（光進物産 社員） - 井田國彦
- 黒木涼子（黒木の妻・妊婦・元美容師） - 中原果南
- 美容師 - 岡本易代
- ホームセンター店員 - 小川曜子
- 美容院の客 - 西尾景子
- 津川雅子（津川の妻・「仲良し会」のメンバー・2週間前から行方不明） - 栗田よう子
- 西野 - 掛田誠
- 西野（西野の妻・美容師） - 大島蓉子
- 明菜（西野の浮気相手） - 葉山レイコ
- 春野香織（弁当屋のアルバイト・元結婚詐欺師） - 宮本裕子
- 黒木俊明（長嶋成織物 課長・片山由美たちの大学時代の同級生） - 野々村真

第6作「京都花見小路殺人事件」（2004年）
- 矢野麻子（矢野の妻・スーパーのパート） - 萩尾みどり
- 立田進一（楓不動産 社員） - ルー大柴
- 矢野大輔（矢野と麻子の息子・中学生） - 中井澤亮
- 柳明日香（大輔の友達） - 平井沙織
- 矢野信彦（光進海産 社員） - 小倉一郎
- 白井 - 越村公一
- 鑑識 - 岸端正浩
- 古賀隆次 - 下原浩二
- 光進海産 社員 - 磯秀明
- 白井（白井の妻） - 清水よし子
- 矢野の隣人 - 小林トシ江
- 飼い犬と散歩している老人 - 江藤漢斉
- 光進海産 社員 - 増田再起
- 岩田（岩田の母） - 服部妙子
- 岩田義雄（伝統工芸品店店主） - 五代高之
- 岩田亜紀子（義雄の妻） - 大島さと子

第7作「京都・檜家一族 骨肉の争い」（2005年）
- 石田洋子（鉄心と真紀子の娘・檜流総本家次期家元候補） - 洞口依子（少女期：高宗歩未）
- 檜美智子（鉄心と華代の娘・檜流総本家次期家元候補） - 田中美奈子
- 下柳早苗（鉄心の愛人） - 神保美喜
- 檜佑作（美智子の夫・婿養子・檜流事務局長） - 梨本謙次郎
- 富永康之（鉄心の一番弟子の茶道家・檜流師範） - 田中実
- 藤村みどり（藤村の妻） - 武藤令子
- 岡島乃梨子の元夫 - 水島涼太
- 茶道の家元の生徒 - 永井利枝
- 藤村吾郎（メッキ工場経営） - 春田純一
- 檜華代（鉄心の正妻） - 宇津宮雅代
- 檜鉄心（檜流総本家茶道家元） - 寺田農

第8作「京都・着付け教室美人妻殺人事件」（2006年）
- 十条徳子（和彦の妻・旧姓「山下」・両親は事故で死亡・片山由美の知り合い） - 根本りつ子（少女期：大野風花）
- 中山千津子（清潮出版 記者） - 島崎和歌子
- 石川修治（京南大学 教授） - 小野寺昭
- 十条和彦（平安貴族の末裔・宮廷研究家） - 上杉祥三
- 和田三郎（小説家） - 中島久之
- 和田明美（和田の妻・能の宗家の末娘） - 宴堂裕子
- 光石明仁（フリージャーナリスト・1か月前死亡） - 山口竜央
- 若旦那 - 大森うたえもん
- 若旦那の妻 - 澤井孝子
- 池澤春菜（レポーター） - 池澤春菜（本人役）
- 清潮出版 警備員 - 和田周
- 鑑識 - 岸本啓孝
- 保険のセールスマン - 今野元志
- カップル - 三村幸路、春山大輔
- 寺の職員 - 田中之尚
- 石川芳子（石川の妻・着付け教室経営者） - 二宮さよ子
- 十条美千代（十条家の姑・和彦の母） - 大空眞弓

第9作「黒髪人形・尼寺殺人事件」（2007年）
- 花岡清泉（清庵 庵主） - 小柳ルミ子
- 川島早苗（清泉の弟子・片山由美の知り合い） - 星野真里
- 蔵田鉄寛（善剛寺 住職） - 小西博之
- 根来勇作（善剛寺 寺男） - 佐藤蛾次郎
- 石原修一（フリーライター） - 竹本孝之
- 鍵屋 - 山口竜央
- 見城美沙子（琴の師匠） - 宴堂裕子
- 依頼者の妹 - 中嶋沙耶香
- 鏑木善幸（善剛寺 前住職・失踪中） - 木之内頼仁
- 今津屋 店主 - 荒谷清水
- 古物商 - 築出静夫、和田周
- 茶店の女将 - 永井利枝
- 亀田（藤愛女子高等学校 校長） - 増田再起
- 女子大生 - 黒沢ゆりか
- 京都中央警察署 鑑識課員 - ゆうたろう
- 山崎（奈津子の母・祇園の老舗呉服店女将） - 栗田よう子
- 山崎奈津子（石原の恋人） - 坂口真紀
- 依頼者 - 清水よし子
- 中村（古物商） - 小宮孝泰

第10作「京都化野・梅若絵巻殺人事件」（2008年）
- 森崎佳子（森崎の妻） - 左時枝
- 伊藤剛司（殺人事件の被害者） - 石橋保
- 柴田美佐子 - 竹内都子
- 市川辰馬（前衛華道家） - 鈴木省吾
- 森崎真央（森崎と佳子の娘・女子大生） - 高畠華澄
- 柴田敏夫（美佐子の夫） - 浅見小四郎
- 料亭の女将 - 服部妙子
- 北白川の老人 - 松熊信義
- 北白川の女性 - 伊藤こうこ
- 三沢功治（三沢金融 経営者） - 仲村浩
- マスター - 染瀬満
- 木戸康宏（弟子） - 坂元剛
- 校舎の管理人 - 加島潤
- 白岩仁（ホスト） - 上村剛史
- 吉沢（美佐子の不倫相手） - 高橋正臣
- 伊藤加奈子（伊藤の妻・レストラン経営） - 沢田亜矢子
- 森崎博信（羽子板職人・森崎工芸店 店主） - 森本レオ

第11作「京都伏見・月下美人殺人事件」（2011年）
- 飯島加代子（雄治の妻・節子の秘書） - 小沢真珠（高校生：涼香）
- 大島令子（イベント会社員） - 遠野なぎこ（高校生：木下綾菜）
- 飯島節子（花問屋「伏見園」社長） - 大谷直子
- 水谷美佐子（加代子の母） - 伊藤こうこ
- ケーキ屋の店主 - 山口竜央
- 長谷川美咲（節子の長女・伏見園 経理） - 占部房子
- 長谷川大輝（美咲の夫・伏見園 営業） - 山中達矢
- 栗原（加代子の大学時代の恩師） - 松熊信義
- 飯島雄治（節子の長男・伏見園 取締役専務） - 金子賢

第12作「黒の環状線」（2012年）
- 田中千沙子（美容師） - 菊池麻衣子
- 日野夏彦（北辰製薬 営業マン・千沙子の婚約者） - 金子昇
- 霧生亜紀（「クラブ亜紀」雇われママ） - 原久美子
- 沢口信夫（和菓子屋） - 小林健
- 大門吾郎（建築家） - 志垣太郎
- 黒川雅行（建築家） - 鳴海剛
- 林真帆子（クラブママ） - 岡千絵
- 田辺康晴（フルカンパニー 社長） - 木之内頼仁
- 「クラブ亜紀」ホステス - 松下萌子
- 福島（大門の東京の知り合い） - 由地慶伍
- 看護師 - 外園ゆう
- 「クラブ亜紀」ボーイ - 山口竜央
- 高橋（千沙子の美容院の客） - 和泉ちぬ
- 野坂（第一発見者） - 梁瀬満
- 藤堂宗治（京南大学病院 主任教授） - 森次晃嗣
- 宮下智春（北辰製薬 課長） - 佐藤仁哉

第13作「京都・くちなしの花殺人疑惑」（2013年）
- 城森静香（花扇堂 店主） - 古村比呂（少女期：松永育美）
- 比叡佳乃（茶道「比叡流」家元） - 神保美喜
- 都倉晴彦（洋菓子店「ジャルダン・ブルー」オーナーパティシエ・理恵の兄） - 葛山信吾
- 都倉理恵（洋菓子店「ジャルダン・ブルー」店員） - 清水由紀
- 野田夕子（茶道「比叡流」元弟子・1年前飛び降り自殺） - 渡辺直子（幼少期：小野心聖）
- 小林咲子（小林の妻） - 赤井沙希
- 中原綾乃（洛仙病院 看護師） - 上野なつひ
- 小林健一（京拓不動産 社長） - 若林久弥
- 芦原博（茶道「比叡流」師範・茶道具専門店店主） - 竹内和彦
- 美保（茶道「比叡流」元門弟） - 石井七海
- ミキティー（小林の浮気相手） - 岸田茜
- 高橋和雄（茶道「比叡流」元門弟） - 山口竜央
- 鈴虫寺の管理人 - 木下憲史
- 矢追（鈴虫寺の近所） - 糸永勝利
- 永良（宅配業者） - 小鮒利也

第14作「京都・花の殺人乱舞」（2014年）
- 平岡佳代子（カフェ「満月座」店長） - 櫻井淳子
- 滝澤理絵（京陽会館 専務） - 宮本真希
- 野村朋子（宣伝会社「マックアイ」営業部 社員） - 富永沙織
- 高田久美（個人でチーズケーキのネット通販を運営・京都洛桜高等学校 卒業生） - 小野麻亜矢
- 長谷部（検視官） - 陰山泰
- 沢本（鑑識員） - 橋本啓輝
- 滝澤幸三（京陽会館 社長・理絵の父） - 増田再起
- 田中優次郎（京都洛桜高等学校 音楽部 元顧問・平岡佳代子の夫・5年前 首吊り自殺） - 西岡秀記
- 川辺伸一（マックアイ 社員） - 山口竜央
- 海川（海川心療内科医院 医師） - 谷川昭一朗
- 新庄隼人（カフェ「満月座」従業員） - 杉浦タカオ
- 塩野谷彩（カフェ「満月座」従業員） - 半田杏
- 料亭の女将 - 和泉ちぬ
- 紫織（京都洛桜高等学校 卒業生・朋子の高校時代の友達） - 加藤織里音
- 京都洛桜高等学校 音楽部 生徒 - 小林ひな実
- 斉藤（京陽会館 社員） - 中野智幸
- 藤原（京陽会館 社員） - 飯田賢治
- 事務員 - 美月麻帆
- 京都洛桜高等学校 校長 - 山田百貴
- アナウンサー - 佐藤友紀
- 加幡敏男（カバタ動物病院 院長） - 宮川一朗太
- 滝澤冬樹（京陽会館 常務・理絵の夫・婿養子） - 池田政典

## スタッフ
- 原作 - 山村美紗
- 脚本 - 南部英夫、おさだ澄恵、田中信哉、深沢正樹、佐伯俊道、梶原阿貴
- 監督 - 長尾啓司、上杉尚祺、瀬川昌治、南部英夫、村田忍
- 技術協力 - 映広（1 - 4・7 - 13）、テクノマックス（5・6）
- 美術協力 - 西村美術、日本映像装飾、東宝映像美術
- ポスプロ - TOVIC（1 - 4）、テクノマックス（5・6）
- 特機・車輌協力 - 日本照明
- 劇用車 - インペリアル
- 統括プロデューサー - 佐々木彰（1 - 3）、不破敏之（4）
- チーフプロデューサー - 小川治（5・9 - 13）、太田哲夫（7・8）
- プロデューサー - 不破敏之（1 - 3・5）、佐々木彰（5）、瀧川治水（7 - 13）、小坂一雄
- 製作 - テレビ東京、BSジャパン（現：BSテレ東）、レオナ企画

## 放送日程
| 話数 | 放送日         | サブタイトル                   | 原作                                                            | 脚本                | 監督     | 視聴率 |
| ---- | -------------- | ------------------------------ | --------------------------------------------------------------- | ------------------- | -------- | ------ |
| 1    | 2001年01月24日 | 京都奉納まつり殺人事件         | 「初恋の人を探して」 （「十二秒の誤算」所収）                   | 南部英夫 おさだ澄恵 | 長尾啓司 | 12.0%  |
| 2    | 8月22日        | 京都〜鳥取 ワイン心中の謎！    | 「鳥取旅行の罠」 （「十二秒の誤算」所収）                       | 南部英夫            | 長尾啓司 | 13.7%  |
| 3    | 2002年05月01日 | 京都芸妓殺人事件！             | 「京都不倫旅行殺人事件」                                        | 南部英夫            | 長尾啓司 | 13.0%  |
| 4    | 2003年3月26日  | 京都・宇治伏見殺人慕情         | 「京都大原殺人事件」                                            | 南部英夫            | 長尾啓司 | 15.1%  |
| 5    | 2004年06月02日 | 京都嵯峨野殺人迷路！           | 「告発の手紙」 （「故人の縊死により」所収）                     | 田中信哉            | 長尾啓司 | 11.2%  |
| 6    | 12月08日       | 京都花見小路殺人事件           | 「京都花見小路殺人事件」                                        | 田中信哉            | 長尾啓司 | 8.9%   |
| 7    | 2005年10月19日 | 京都・檜家一族 骨肉の争い      | 「なぜにあなたは京都で死ぬの？」 （「京都の祭に人が死ぬ」所収） | 深沢正樹            | 長尾啓司 | 10.8%  |
| 8    | 2006年08月02日 | 京都・着付け教室美人妻殺人事件 | 「京都清閑寺殺人事件」 （「卒都婆小町が死んだ」所収）           | 深沢正樹            | 瀬川昌治 | 9.4%   |
| 9    | 2007年09月19日 | 黒髪人形・尼寺殺人事件         | 「黒髪殺人事件」 （「花嫁は容疑者」所収）                       | 佐伯俊道            | 南部英夫 | 12.3%  |
| 10   | 2008年03月19日 | 京都化野・梅若絵巻殺人事件     | 「京都化野殺人事件」                                            | 田中信哉 深沢正樹   | 南部英夫 | 8.6%   |
| 11   | 2011年12月21日 | 京都伏見・月下美人殺人事件     | 「月下美人殺人事件」                                            | 田中信哉            | 長尾啓司 |        |
| 12   | 2012年08月29日 | 黒の環状線                     | 「黒の環状線」                                                  | 深沢正樹            | 長尾啓司 |        |
| 13   | 2013年07月03日 | 京都・くちなしの花殺人疑惑     | 「桔梗寺殺人事件」                                              | 佐伯俊道 田中信哉   | 長尾啓司 | 10.1%  |
| 14   | 2014年08月06日 | 京都・花の殺人乱舞             | 「枝垂れ殺人事件」                                              | 佐伯俊道 梶原阿貴   | 村田忍   |        |

- 視聴率はビデオリサーチ調べ、関東地区・世帯

## 備考
- 山陰放送では15:00 - 16:50の「BSSアフタヌーンスペシャル」枠で、第9作を2007年12月4日に、第10作を2008年5月7日に初放送している。